# Kaspar Kindem
Kaspar Kindem (2 settembre 2000) è uno sciatore alpino norvegese.

## Biografia
Attivo dal novembre del 2016, Kindem ha esordito in Coppa Europa il 13 febbraio 2019 a Sarentino in discesa libera (60º) e ai Mondiali juniores di Bansko 2021 ha vinto la medaglia di bronzo nello slalom gigante; il 7 marzo 2023 ha conquistato a Gällivare nella medesima specialità il primo podio in Coppa Europa (2º). Ha debuttato in Coppa del Mondo il 9 dicembre 2023 a Val-d'Isère in slalom gigante, senza completare la prova; non ha preso parte a rassegne olimpiche o iridate.

## Palmarès

### Mondiali juniores
- 1 medaglia:
  - 1 bronzo (slalom gigante a Bansko 2021)

### Coppa Europa
- Miglior piazzamento in classifica generale: 37º nel 2023
- 1 podio:
  - 1 secondo posto